# Феррейра, Марсело
Марсело Бастос Феррейра (порт. Marcelo Bastos Ferreira, род. 26 сентября 1965 года, Нитерой, Рио-де-Жанейро, Бразилия) — бразильский яхтсмен, двукратный олимпийский чемпион в классе Звёздный, двукратный чемпион мира.
Своё первое олимпийское золото выиграл совместно с Торбеном Граэлем в 1996 году на Олимпиаде в Атланте.
На Олимпиаде в Сиднее в 2000 году они были только третьими, однако на следующей Олимпиаде, в 2004 году в Афинах, вновь стали чемпионами.
Марсело Феррейра также чемпион мира 1990 и 1997 годов, семикратный чемпион Бразилии (1989, 1996, 1998, а также с 2000 по 2003 годы).